# 清水かおり
清水 かおり（しみず かおり 1979年11月22日 - ）は、日本の元AV女優、元ストリッパー。

## 来歴・人物
神奈川県出身。AVデビュー前は千堂絵美名義で水着モデル・お菓子系アイドルとして活躍。1999年、清水かおりに改名しAV女優としてデビューした（初めてヌードになったのは改名前）。またAVの傍らで浅草ロック座のストリッパーとして活躍した。
2003年5月、大麻をオランダから密輸したとして逮捕されたが、後に不起訴となった。押収された大麻はスーツケース2個分の約30キロ（末端価格約1億5000万円相当）だった。夫も共犯で逮捕され、結婚していたことも発覚した。ただし、本人らはスーツケースの日本持ち込みは依頼されたものであり、中身は偽ブランド品と伝えられただけで大麻を運んでいたことを知らなかったため、夫が関税法違反で執行猶予付きの有罪判決を受けたのみだった。
なお、萩原舞をお菓子系アイドルとしてスカウトしたのは清水である。いくつかの雑誌にそのことが書かれた他、萩原も同様の発言をしている。

## プロフィール
- 血液型：A型
- 身長：157cm
- バスト：83cm（E-65）
- ウエスト:58cm
- ヒップ:82cm
- 靴のサイズ：23.0cm

## 作品

### アダルトビデオ
- ボディーランゲージ（1999年6月25日、セクシア（トライハートコーポレーション））
- セックスアピール（1999年7月30日、セクシア）
- 清水かおりの先生が教えてあげる（1999年9月10日、セクシア）
- 猥褻モデル（1999年12月24日、アリスJAPAN（ジャパンホームビデオ））
- 南極2号（2000年1月26日、KUKI）
- ズブ濡れ人生激情（2000年2月25日、KUKI）
- ときめき制服コレクション（2000年3月24日、セクシア）
- Mルームサービス（2000年4月21日、KUKI）
- 堕天使X（2000年6月10日、宇宙企画（メディアステーション））
- ドリーム学園（2001年7月1日、MOODYZ）共演:安里祐加、冴嶋みどり、うさみ恭香、望月セイレ、藤丸らん、清水奈々江、青木麻衣、田代幸恵
- ビージーン 13（2001年7月28日、桃太郎映像出版）
- 徹底攻略（2001年8月1日、ワンズファクトリー）
- ワープスペシャル（2001年8月3日、ワープエンタテインメント）共演:渡辺弓絵、梶原まゆ
- 恥まみれ（2001年9月1日、ワンズファクトリー）
- 主演監督（2001年10月1日、ワンズファクトリー）
- 男を玩具（オモチャ）にする女。（2001年10月5日、ワープエンタテインメント、アロマ企画）
- 女脚 3（2001年11月1日、ワンズファクトリー）
- 裏残業!!制服痴女ファクトリー（2001年11月30日、トライハートコーポレーション）他出演:松坂れいな、倉持茜、葉月エリナ
- 清水かおりの箱（2001年12月1日、ワンズファクトリー）
- Wild Thing! Ⅳ（2001年12月20日、桃太郎映像出版）
- 監禁レイプ地獄（2002年4月1日、アタッカーズ）
- REDs（2002年6月6日、ドリームチケット） 他出演:くらもとまい、みなみゆい
- 痴女 2（2002年6月6日、ドリームチケット）他出演:五十嵐ゆうか、葉山小姫
- THE 巨乳女教師（2002年6月19日、ドリームチケット）他出演:山咲あかり、新庄愛
- 凌辱鮫 2（2002年8月27日、月光）
- 溜池ゴロー 麗しのバニーガールペット（2002年10月10日、ドグマ）
- 牡喰い（2002年10月16日、隼エージェンシー）
- 僕だけの女教師ペット（2002年10月19日、SODクリエイト）
- LOVEタイプ（2002年10月25日、VIP）他出演:秋本優奈、川奈まり子
- 奴隷女教師 密凌の園（2002年11月22日、シネマジック）
- 龍蛇の緊縛慕情 10（2002年11月26日、月光）
- 清水かおりの表に出せないビデオのDVD（2002年11月27日、エイチ・エス映像）
- 美人女課長沈黙極限監禁レイプ（2002年12月6日、SODクリエイト）
- レイプ 清水かおり（2002年12月12日、隼エージェンシー）
- 緊縛オナニー 4　（2003年3月21日、月光）他出演:小森詩、泉星香、南亜梨沙、武藤さき、飯塚マナ
- 白衣の生贄（2003年5月23日、シネマジック）他出演:小室優奈
- 清水かおり引退記念作品 ラストラン（2003年8月1日、MOODYZ）
- ザーメン死亡遊戯 ラストメルヘン 清水かおり(2004年04月26日、V＆Rプランニング)
- 清水かおりの世界逆ナンパの旅（2007年1月25日、Lightning）

## 出演

### テレビドラマ
- 月曜ミステリー劇場 西村京太郎サスペンス十津川警部シリーズ23 終着駅殺人事件(2001年10月1日、TBS)
- 土曜ワイド劇場 混浴露天風呂連続殺人 21　（2001年12月15日、テレビ朝日）